# Campionato nordamericano femminile under 18 di pallavolo 2006
Il campionato nordamericano femminile under 18 di pallavolo 2006 si è svolto dal 25 al 30 luglio 2006 a Gainesville, negli Stati Uniti d'America: al torneo hanno partecipato sei squadre nazionali nordamericane under 18 e la vittoria finale è andata per la quarta volta, la terza consecutiva, agli Stati Uniti.

## Impianti
|                                                                                       |  |  |
|                                                                                       |  |  |
| Stephen C. O'Connell Center Città: Gainesville Capienza: 12 000 Anno d'apertura: 1980 |  |  |

## Regolamento
Le squadre hanno disputato un round-robin; al termine del round-robin:
- La prima e la seconda classificata hanno acceduto alla finale per il primo posto.
- La terza e la quarta classificata hanno acceduto alla finale per il terzo posto.
- La quarta e la quinta classificata hanno acceduta alla finale per il quinto posto.

### Criteri di classifica
In caso di vittoria è prevista l'assegnazione di 2 punti, mentre in caso di sconfitta è prevista l'assegnazione di 1 punto.
L'ordine del posizionamento in classifica è stato definito in base a:
- Punti;
- Ratio dei punti realizzati/subiti;
- Ratio dei set vinti/persi;
- Risultati degli scontri diretti.

## Squadre partecipanti
| Squadra         | Qualificazione      | Ultima partecipazione |
| --------------- | ------------------- | --------------------- |
| Canada          | -                   | ?                     |
| Honduras        | -                   | ?                     |
| Messico         | -                   | Porto Rico 2004       |
| Porto Rico      | -                   | Porto Rico 2004       |
| Rep. Dominicana | -                   | Stati Uniti 2002      |
| Stati Uniti     | Paese organizzatore | Porto Rico 2004       |

## Torneo

### Round-robin

#### Risultati
| 25 luglio 2006 Stephen C. O'Connell Center, Gainesville Durata: 1h:34 - Spettatori: 300 | Messico         | 1 - 3 | Canada          | 23-25, 25-19, 18-25, 22-25        |
| 25 luglio 2006 Stephen C. O'Connell Center, Gainesville Durata: 2h:06 - Spettatori: 400 | Porto Rico      | 2 - 3 | Rep. Dominicana | 25-15, 25-20, 20-25, 18-25, 11-15 |
| 25 luglio 2006 Stephen C. O'Connell Center, Gainesville Durata: 0h:51 - Spettatori: 450 | Stati Uniti     | 3 - 0 | Honduras        | 25-14, 25-9, 25-10                |
| 26 luglio 2006 Stephen C. O'Connell Center, Gainesville Durata: 1h:06 - Spettatori: 300 | Honduras        | 0 - 3 | Rep. Dominicana | 16-25, 22-25, 13-25               |
| 26 luglio 2006 Stephen C. O'Connell Center, Gainesville Durata: 1h:47 - Spettatori: 250 | Porto Rico      | 1 - 3 | Canada          | 25-21, 18-25, 23-25, 17-25        |
| 26 luglio 2006 Stephen C. O'Connell Center, Gainesville Durata: 0h:57 - Spettatori: 300 | Messico         | 0 - 3 | Stati Uniti     | 14-25, 14-25, 18-25               |
| 27 luglio 2006 Stephen C. O'Connell Center, Gainesville Durata: 0h:55 - Spettatori: 75  | Messico         | 3 - 0 | Stati Uniti     | 25-6, 25-14, 25-12                |
| 27 luglio 2006 Stephen C. O'Connell Center, Gainesville Durata: 1h:45 - Spettatori: 150 | Rep. Dominicana | 3 - 2 | Canada          | 25-23, 18-25, 26-24, 25-21        |
| 27 luglio 2006 Stephen C. O'Connell Center, Gainesville Durata: 1h:07 - Spettatori: 250 | Stati Uniti     | 3 - 0 | Porto Rico      | 25-13, 25-14, 25-12               |
| 28 luglio 2006 Stephen C. O'Connell Center, Gainesville Durata: 0h:58 - Spettatori: 50  | Porto Rico      | 3 - 0 | Honduras        | 25-9, 25-8, 25-14                 |
| 28 luglio 2006 Stephen C. O'Connell Center, Gainesville Durata: 2h:01 - Spettatori: 250 | Messico         | 2 - 3 | Rep. Dominicana | 25-22, 19-25, 21-25, 32-30, 11-15 |
| 28 luglio 2006 Stephen C. O'Connell Center, Gainesville Durata: 1h:39 - Spettatori: 400 | Stati Uniti     | 3 - 1 | Canada          | 25-18, 25-18, 21-25, 25-18        |
| 29 luglio 2006 Stephen C. O'Connell Center, Gainesville Durata: 0h:54 - Spettatori: 100 | Canada          | 3 - 0 | Honduras        | 25-14, 25-13, 25-7                |
| 29 luglio 2006 Stephen C. O'Connell Center, Gainesville Durata: 1h:12 - Spettatori: 150 | Messico         | 0 - 3 | Porto Rico      | 14-25, 16-25, 18-25               |
| 29 luglio 2006 Stephen C. O'Connell Center, Gainesville Durata: 1h:50 - Spettatori: 300 | Stati Uniti     | 3 - 2 | Rep. Dominicana | 25-10, 19-25, 25-20, 25-27, 15-9  |

#### Classifica
| Pos | Squadra         | Pt | G | V | P | SV | SP | Ratio | PF  | PS  | Ratio |
| --- | --------------- | -- | - | - | - | -- | -- | ----- | --- | --- | ----- |
| 1   | Stati Uniti     | 10 | 5 | 5 | 0 | 15 | 3  | 5,000 | 331 | 288 | 1,149 |
| 2   | Rep. Dominicana | 9  | 5 | 4 | 1 | 14 | 8  | 1,750 | 477 | 361 | 1,321 |
| 3   | Canada          | 8  | 5 | 3 | 2 | 11 | 8  | 1,375 | 437 | 395 | 1,106 |
| 4   | Porto Rico      | 7  | 5 | 2 | 3 | 9  | 9  | 1,000 | 371 | 350 | 1,060 |
| 5   | Messico         | 6  | 5 | 1 | 4 | 6  | 12 | 0,500 | 365 | 393 | 0,929 |
| 6   | Honduras        | 5  | 5 | 0 | 5 | 0  | 15 | 0,000 | 181 | 375 | 0,483 |

### Finale 5º posto
| 30 luglio 2006 Stephen C. O'Connell Center, Gainesville Durata: 0h:56 - Spettatori: 50 | Messico | 3 - 0 | Honduras | 25-14, 25-14, 25-14 |

### Finale 3º posto
| 30 luglio 2006 Stephen C. O'Connell Center, Gainesville Durata: 1h:25 - Spettatori: 200 | Canada | 0 - 3 | Porto Rico | 23-25, 20-25, 25-27 |

### Finale
| 30 luglio 2006 Stephen C. O'Connell Center, Gainesville Durata: 1h:09 - Spettatori: 400 | Stati Uniti | 3 - 0 | Rep. Dominicana | 25-13, 25-22, 25-13 |

## Classifica finale
| Pos     | Squadra         |
| ------- | --------------- |
| Oro     | Stati Uniti     |
| Argento | Rep. Dominicana |
| Bronzo  | Porto Rico      |
| 4.      | Canada          |
| 5.      | Messico         |
| 6.      | Honduras        |

## Premi individuali
| Premio                 | Nome              | Squadra     |
| ---------------------- | ----------------- | ----------- |
| MVP                    | Tarah Murrey      | Stati Uniti |
| Miglior realizzatrice  | Tarah Murrey      | Stati Uniti |
| Miglior attaccante     | Tarah Murrey      | Stati Uniti |
| Miglior muro           | Rebecca Pavan     | Canada      |
| Miglior servizio       | Alexandra Hunt    | Stati Uniti |
| Miglior palleggiatrice | Jennifer Nogueras | Porto Rico  |
| Miglior ricevitrice    | Kanani Danielson  | Stati Uniti |
| Miglior difesa         | María Escoto      | Porto Rico  |
| Miglior libero         | Sydney Yogi       | Stati Uniti |